# Villers-Saint-Frambourg-Ognon
Villers-Saint-Frambourg-Ognon is een fusiegemeente (commune nouvelle) in het Franse departement Oise (regio Hauts-de-France). De plaats maakt deel uit van het arrondissement Senlis. Villers-Saint-Frambourg-Ognon is op 1 januari 2019 ontstaan door de fusie van de gemeenten Ognon en Villers-Saint-Frambourg. De gemeente telde 724 inwoners op 1 januari 2022.

## Geografie
De oppervlakte van Villers-Saint-Frambourg-Ognon bedroeg op 1 januari 2022 14,54 vierkante kilometer; de bevolkingsdichtheid was toen 49,8 inwoners per km².

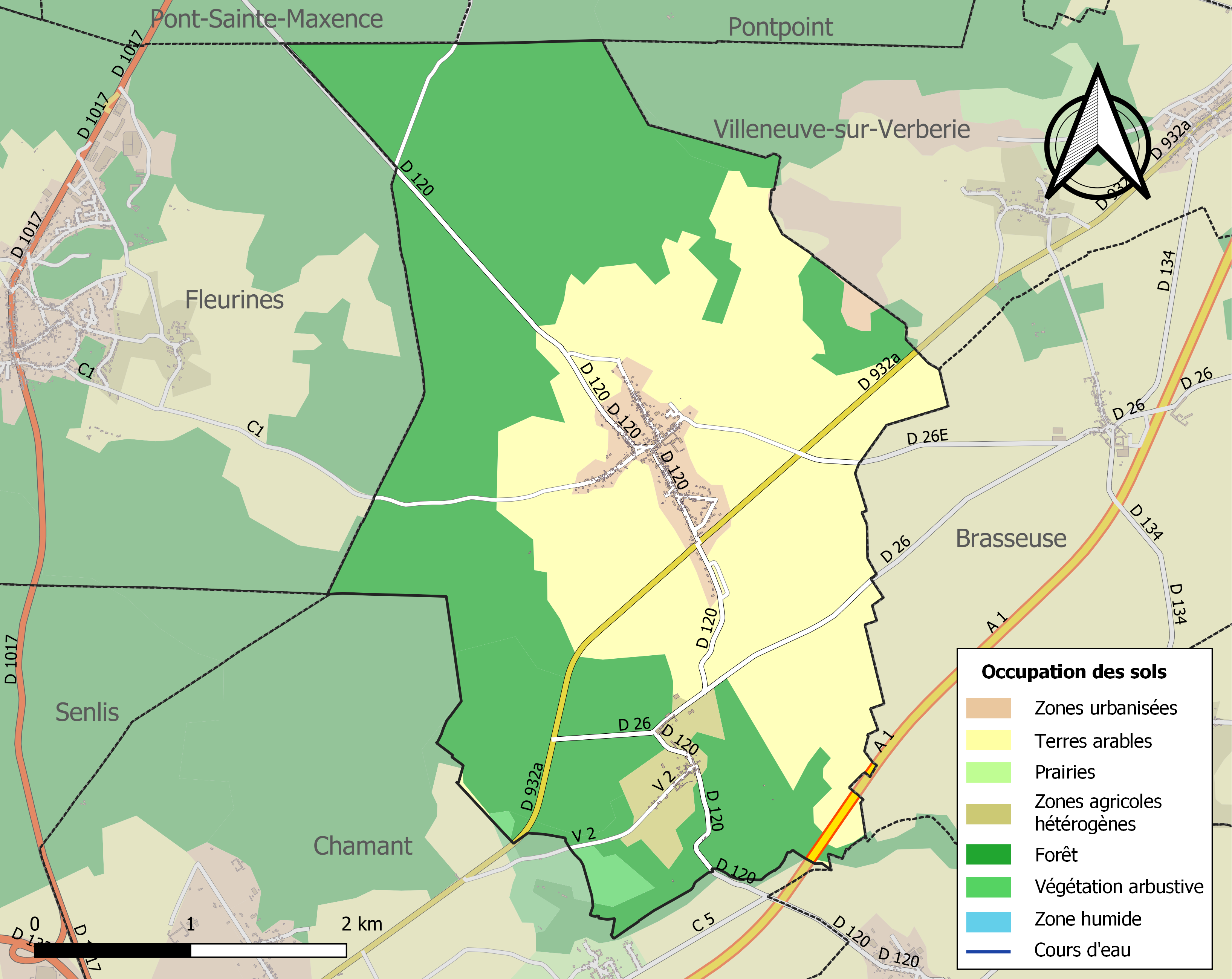
Kaart van de gemeente met belangrijkste infrastructuur, bodemgebruik en omliggende gemeenten